# Сера (Потенца)
Сера је насеље у Италији у округу Потенца, региону Базиликата.
Према процени из 2011. у насељу је живело 598 становника. Насеље се налази на надморској висини од 829 м.